# Enta da Stage
Enta da Stage è l'album di debutto del gruppo hip hop statunitense Black Moon, pubblicato il 19 ottobre del 1993. Prodotto da Buckshot e Da Beatminerz, l'album è distribuito da Wreck, una sussidiaria della Nervous Records. Nel 1994 SPG lo distribuisce anche in Canada, nel 1996 e nel 1999 rispettivamente la Wreck e la Nervous lo ripubblicano per il mercato statunitense. Nel 2006 la P-Vine Records lo commercializza anche per il mercato nipponico, quindi nel 2017 Enta da Stage è di nuovo pubblicato da varie etichette negli Stati Uniti, compresa una versione strumentale sotto l'etichetta Fat Beats.
Nel 1998, la rivista The Source lo inserisce nella sua lista dei 100 migliori album hip hop.
| Recensione            | Giudizio   |
| --------------------- | ---------- |
| AllMusic              | [ 1 ]      |
| Rolling Stone         | [ 3 ]      |
| The Source            | [ 4 ]      |
| Vibe                  | favorevole |
| The Village Voice     | misto      |
| Washington City Paper | favorevole |

## Tracce
I testi sono di Ewart Dewgarde (DJ Evil Dee dei Da Beatminerz) e di Buckshot eccetto dove indicato. Le musiche sono di DJ Evil Dee (tracce 1-7, 9, 11, 13-14), Mr. Walt (tracce 4, 6, 8, 10, 12-13) e Buckshot (traccia 1).
1. Powaful Impak! – 4:02
2. Niguz Talk Shit – 4:19
3. Who Got Da Props? – 4:24
4. Ack Like U Want It (featuring 5 ft) – 4:52 (testo: Ewart Dewgarde, Walt Dewgarde, Kenyatta Blake, Kasim Reid)
5. Buck Em Down – 4:37 (testo: E. Dewgarde, Blake, Larry Mizell)
6. Black Smif-n-Wessun (featuring Smif-N-Wessun) – 4:18 (testo: E. Dewgarde, Tekomin Williams, Blake, Darrell Yates)
7. Son Get Wrec (5 ft) – 3:26 (testo: E. Dewgarde, Reid)
8. Make Munne – 4:23 (testo: W. Dewgarde, Blake)
9. Slave – 2:47
10. I Got Cha Opin – 4:10 (testo: W. Dewgarde, Blake)
11. Shit Iz Real – 3:53
12. Enta da Stage – 2:49 (testo: W. Dewgarde, Blake, Ernie Watts, Fredro Scruggs, Kirk Jones, Tyrone Taylor, Marlon Fletcher)
13. How Many MC's... – 3:53 (testo: E. Dewgarde, W. Dewgarde, Blake, Grover Washington Jr.)
14. U Da Man (featuring 5 ft, Dru-Ha, Havoc & Smif-N-Wessun) – 4:18 (testo: E. Dewgarde, Reid, Drew Friedman, Kejuan Muchita, Williams, Yates, Blake)

Durata totale: 56:11

## Classifiche

### Classifiche settimanali
| Classifica (1994)         | Posizione massima |
| ------------------------- | ----------------- |
| US Heatseekers Albums     | 7                 |
| US Top R&B/Hip-Hop Albums | 33                |